# Melchor Ocampo (État de Mexico)
Melchor Ocampo est une municipalité de l'État de Mexico, au Mexique. Elle couvre une superficie de 32,48 km2 et compte 57 152 habitants en 2015.